# Poljski koridor
Poljski koridor (nemško Polnischer Korridor, poljsko Korytarz polski), znan tudi kot Pomorjanski koridor, ki je Drugi poljski republiki omogočalo dostop do Baltskega morja in tako ločevalo večji del Weimarske Nemčije od province Vzhodna Prusija, na skrajnem severu sedanje Poljske in je obstajalo med letoma 1920 in 1939. Na najožji točki je bilo poljsko ozemlje široko le 30 km. Meje območja so bile določene v Versajski mirovni pogodbi. Kljub temu, da Poljska ni hotela ugoditi njegovi zahtevi, je Hitler to območje leta 1939 priključil k Nemčiji.
Območje je nastalo po prvi svetovni vojni, ko so tri poljska območja, okupirana s strani Prusije, Avstrije in Rusije, po 123 letih spet zedinila v neodvisno Drugo poljsko republiko. V ponovno nastalo državo je bil vključen tudi pretežno s Kašubi in Poljaki naseljen pas ozemlja zahodno in južno od Gdanska, tako da je ostala Vzhodna Prusija teritorialno ločena od preostale Nemčije. Ta pas ozemlja med Nemčijo in Vzhodno Prusijo, ki je postal znan kot »poljski koridor«, je bil širok od najmanj 30 do največ 200 kilometrov, a je Poljski omogočil dostop do Baltskega morja. Del poljskega koridorja je bil tudi Helski polotok, ki leži severno od Gdanska in je imel strateški pomen. Gdansk je imel status svobodnega mesta ter ni pripadal ne Nemčiji ne Poljski. Poljski koridor je postal predmet spora, potem ko se je Tretji rajh okrepil in začel postavljati ozemeljske zahteve. Nazadnje je nemška vojska septembra 1939 sprožila invazijo na Poljsko in prevzela oblast nad območjem.

## Terminologija
Po besedah nemškega zgodovinarja Hartmuta Boockmanna so izraz koridor prvi uporabili poljski politiki, medtem ko poljski zgodovinar Grzegorz Lukomski piše, da je besedo skovala nemška nacionalistična propaganda v 1920-iha. V mednarodnem prostoru se je izraz v angleščini uporabljal že marca 1919 in ne glede na njegov izvor je postal razširjen izraz v angleščini.
Ekvivalent nemškega izraza je Polnischer Korridor. Poljska imena vključujejo korytarz polski ('poljski koridor') in korytarz gdański ('gdanski koridor'); vendar so poljski diplomati med vojnama začeli omenjati regijo kot koridor kot žaljivo. Med najostrejšimi kritiki izraza koridor je bil poljski zunanji minister Józef Beck, ki je v svojem govoru v Sejmu (poljskem parlamentu) 5. maja 1939 dejal: »Vztrajam, da se uporablja izraz Pomorjansko vojvodstvo. Beseda koridor je umetna ideja, saj je bilo to ozemlje stoletja poljsko, z majhnim odstotkom nemških naseljencev.« Poljaki so regijo običajno imenovali Pomorze Gdańskie ('Gdańsko Pomeransko', Pomerelija') ali preprosto Pomorze ('Pomeranija') ali województwo pomorskie ('Pomorjansko vojvodstvo'), kar je bilo upravno ime za regijo.

## Ozadje

### Zgodovina območja
V 10. stoletju so Pomerelijo naselili slovanski Pomorčani, predniki Kašubov, ki jih je podjarmil Boleslav I. Poljski. V 11. stoletju so ustvarili neodvisno vojvodstvo. Leta 1116/1121 je Poljska ponovno osvojila Pomeranijo. Leta 1138 je bila Poljska po smrti vojvode Boleslava III. razdrobljena na več polneodvisnih kneževin. Samboridi, principi v Pomereliji, so se postopoma razvili v neodvisne vojvode, ki so vojvodstvu vladali do leta 1294. Preden je Pomerelija leta 1227 ponovno pridobila neodvisnost, so bili njihovi vojvode vazali Poljske in Danske. Od leta 1308 do 1309 je bila Po vojnah za nasledstvo med Poljsko in Brandenburgom Pomerelija podjarmljena meniški državi tevtonskih vitezov v Prusiji. Leta 1466 je Pomerelija z drugim Trnovskim mirom postala del Poljsko-litovske države kot del avtonomne kraljeve Prusije. Po prvi delitvi Poljske leta 1772 jo je priključilo Kraljevino Prusija in poimenovalo Zahodna Prusija, leta 1871 pa je postala sestavni del novega Nemškega cesarstva. Poljski koridor torej ni bil povsem nova stvaritev: ozemlje, dodeljeno Poljski, je bilo pred letom 1772 sestavni del Poljske, vendar z veliko stopnjo avtonomije.

#### Zgodovinsko prebivalstvo
Morda najzgodnejši podatki popisa o etnični in nacionalni strukturi Zahodne Prusije (vključno z območji, ki so kasneje sestavljala koridor) izvirajo iz leta 1819.
| Etnična ali nacionalna skupina | Štev. prebivalcev | odstotek |
| ------------------------------ | ----------------- | -------- |
| Poljaki (Polen)                | 327.300           | 52 %     |
| Nemci (Deutsche)               | 290.000           | 46 %     |
| Judje (Juden)                  | 12.700            | 2 %      |
| Total                          | 630,077           | 100%     |

Karl Andree v delu Polen: in geographischer, geschichtlicher und culturhistorischer Hinsicht (Leipzig 1831) navaja skupno prebivalstvo Zahodne Prusije kot 700.000 – vključno s 50 % Poljakov (350.000), 47 % Nemcev (330.000) in 3 % Judov (20.000).

### Zavezniški načrti za koridor po prvi svetovni vojni
Med prvo svetovno vojno sta obe strani zaprosili za poljsko podporo, poljski voditelji pa so bili aktivni pri iskanju podpore obeh strani. Roman Dmowski, nekdanji poslanec ruske državne dume in vodja gibanja Endecja, je bil še posebej aktiven pri iskanju podpore zaveznikov. Dmowski je trdil, da neodvisna Poljska potrebuje dostop do morja iz demografskih, zgodovinskih in gospodarskih razlogov, saj je trdil, da Poljska brez dostopa do morja nikoli ne more biti resnično neodvisna. Po vojni naj bi bila Poljska ponovno vzpostavljena kot neodvisna država. Ker poljska država od Dunajskega kongresa ni obstajala, je bilo treba opredeliti ozemlje bodoče republike.
Dostop Poljske do morja je bilo eno od jamstev, ki jih je predlagal ameriški predsednik Woodrow Wilson v svojih štirinajstih točkah januarja 1918. Trinajsta Wilsonova točka se je glasila:
Ustanoviti je treba neodvisno poljsko državo, ki bi vključevala ozemlja, naseljena z nedvomno poljskim prebivalstvom, ki bi ji moral biti zagotovljen prost in varen dostop do morja ter katere politična in gospodarska neodvisnost ter ozemeljska celovitost bi morala biti zagotovljeni z mednarodnim paktom.
Za vzpostavitev koridorja so bili naslednji argumenti:

#### Etnografski razlogi
Etnične razmere so bile eden od razlogov za vrnitev območja obnovljeni Poljski. Večina prebivalstva na tem območju je bila Poljakov. Kot je bilo zapisano v poročilu poljske komisije zavezniškemu vrhovnemu svetu 12. marca 1919: »Končno je treba priznati dejstvo, da bi 600.000 Poljakov v Zahodni Prusiji po katerem koli alternativnem načrtu ostalo pod nemško oblastjo«. Kot je v svojem dnevniku s pariške mirovne konference zapisal tudi David Hunter Miller iz skupine strokovnjakov in akademikov predsednika Woodrowa Wilsona (znane kot The Inquiry): »Če Poljska na ta način ne bo zagotovila dostopa do morja, bo 600.000 Poljakov v Zahodni Prusiji ostalo pod nemško oblastjo, 20.000.000 Poljakov na Poljskem pa bo verjetno imelo le oviran in negotov komercialni izhod.« Pruski popis prebivalstva leta 1910 je pokazal, da je bilo v regiji 528.000 Poljakov (vključno z zahodnoslovanskimi Kašubi, ki so na nemških volitvah podpirali poljske nacionalne liste) v primerjavi s 385.000 Nemci (vključno z vojaki in uradniki, nameščenimi na tem območju). Provinca Zahodna Prusija je imela leta 1910 med 36 % in 43 % etničnih Poljakov, odvisno od vira (nižja številka temelji neposredno na podatkih nemškega popisa iz leta 1910, višja številka pa na izračunih, po katerih se je velik del teh ljudi, ki so bili v uradnem popisu šteti za katoliške Nemce, dejansko identificiral kot Poljaki). Poljaki niso želeli, da bi poljsko prebivalstvo ostalo pod nadzorom nemške države, ki je v preteklosti poljsko prebivalstvo in druge manjšine obravnavala kot drugorazredne državljane in si prizadevala za germanizacijo. Kot je profesor Lewis Bernstein Namier (1888–1960) – rojen judovskim staršem v Lublinski guberniji (Ruski imperij, nekdanji Kongres Poljske) in kasneje britanski državljan, nekdanji član britanskega obveščevalnega urada med prvo svetovno vojno in britanske delegacije na konferenci v Versaillesu, znan po svojem protipoljskem in protinemškem odnosu – zapisal v Manchester Guardianu 7. novembra 1933: »Poljaki so narod Visle in njihova naselja se raztezajo od izvirov reke do njenega ustja. ... Pravično je, da zahteve po porečju prevladajo nad zahtevami obale.«

#### Ekonomski razlogi
Poljaki so menili, da bi bila brez neposrednega dostopa do Baltskega morja gospodarska neodvisnost Poljske iluzorna. Približno 60,5 % poljskega uvoza in 55,1 % izvoza je potekalo skozi to območje. Poročilo poljske komisije, predloženo Zavezniškemu vrhovnemu svetu, je zapisalo:
1.600.000 Nemcev v Vzhodni Prusiji je mogoče ustrezno zaščititi z zagotovitvijo svobode trgovine čez koridor, medtem ko bi bilo nemogoče zagotoviti ustrezno možnost vstopa prebivalcem nove poljske države (ki šteje 25.000.000), če bi bilo treba to možnost zagotoviti čez ozemlje tuje in verjetno sovražne sile.
Združeno kraljestvo je sčasoma sprejelo ta argument. Zavrnitev poljskega koridorja bi odpravila gospodarsko sposobnost Poljske, da se upre odvisnosti od Nemčije. Kot je leta 1933 v časopisnem članku zapisal Lewis Bernstein Namier, profesor moderne zgodovine na Univerzi v Manchestru, znan tako po svojem »legendarnem sovraštvu do Nemčije« kot tudi po germanofobiji in protipoljskem odnosu, usmerjenem proti temu, kar je opredelil kot »agresivni, antisemitski in vojno-imperialistični« del Poljske,:
Celoten poljski prometni sistem je potekal proti ustju Visle. ... 90 % poljskega izvoza je prihajalo iz njenih zahodnih provinc. ... Prerez koridorja je za Nemčijo pomenil manjšo amputacijo; njegovo zaprtje bi za Poljsko pomenilo zadušitev.
Do leta 1938 je 77,7 % poljskega izvoza odšlo bodisi skozi Gdansk (31,6 %) bodisi skozi novo zgrajeno pristanišče Gdynia (46,1 %).

#### Mnenje preiskave
David Hunter Miller je v svojem dnevniku s pariške mirovne konference zapisal, da je problem poljskega dostopa do morja zelo težaven, saj je prepustitev celotne Pomerelije pod nemškim nadzorom pomenila odrezati milijone Poljakov od njihovega trgovskega območja in pustiti več sto tisoč Poljakov pod nemško oblastjo, medtem ko je odobritev takšnega dostopa pomenila odrezanje Vzhodne Prusije od preostale Nemčije. Preiskava je priporočila, da bi se koridor in Danzig (Gdansk) neposredno prepustila Poljski.
Menijo, da je manjše od teh zla boljše in da bi se koridor in Danzig [oba] prepustila Poljski, kot je prikazano na zemljevidu 6. Vzhodna Prusija, čeprav teritorialno odrezana od preostale Nemčije, bi lahko zlahka dobila železniški tranzit čez poljski koridor (preprosta zadeva v primerjavi z zagotavljanjem pristaniških zmogljivosti Poljski), poleg tega pa ima odlično komunikacijo prek Königsberga in Baltskega morja. V obeh primerih se od ljudstva zahteva, da zaupa velike interese Ligi narodov. V primeru Poljske so to vitalni interesi; V primeru Nemčije so poleg pruskih čustev precej drugotnega pomena.
Na koncu so bila priporočila preiskave le delno izvedena: večina Zahodne Prusije je bila dana Poljski, Danzig pa je postal svobodno mesto.

## Vključitev v Drugo poljsko republiko
Med prvo svetovno vojno so Centralne sile prisilile ruske cesarske čete iz Kongresne Poljske in Galicije, kar se je pokazalo v Brest-Litovski pogodbi 3. marca 1918. Po vojaškem porazu Avstro-Ogrske je bila 3. novembra 1918 v zahodni Galiciji razglašena neodvisna druga Poljska republika, istega dne, ko je Avstrija podpisala premirje. Propad zahodne fronte Nemškega cesarstva in poznejši umik njenih preostalih okupacijskih sil po Compiènski premirju 11. novembra sta republiki pod vodstvom Romana Dmowskega in Józefa Piłsudskega omogočila, da je prevzela nadzor nad nekdanjimi območji Kongresne Poljske. Prav tako novembra je revolucija v Nemčiji prisilila cesarja Viljema II. k abdikaciji in odprla pot Weimarski republiki. Decembra se je začela poljsko-ukrajinska vojna, ki je razširila ozemlje Poljske na Volinjo in dele vzhodne Galicije, hkrati pa je bila nemška provinca Posen (kjer je bilo po nemškem popisu prebivalstva iz leta 1910 61,5 % poljskega prebivalstva) razdvojena z velikopoljsko vstajo, ki je uspela večino ozemlja province priključiti Poljski do januarja 1919. To je spodbudilo weimarskega vojvodo Otta Landsberga in Rudolfa Breitscheida, da sta pozvala k oboroženi sili za zavarovanje preostalih vzhodnih ozemelj Nemčije (nekatera od njih so vsebovala znatne poljske manjšine, predvsem na nekdanjih pruskih ozemljih). Na poziv se je odzval obrambni minister Gustav Noske, ki je odredil podporo za zbiranje in napotitev prostovoljnih sil Grenzschutz za zavarovanje Vzhodne Prusije, Šlezije in okrožja Netze.
18. januarja se je začela pariška mirovna konferenca, ki je 28. junija 1919 privedla do osnutka Versajske pogodbe. Člena 27 in 28 pogodbe sta določala teritorialno obliko koridorja, členi 89 do 93 pa so urejali tranzit, državljanstvo in premoženjska vprašanja. V skladu z določili Versajske pogodbe, ki je začela veljati 20. januarja 1920, je bil koridor vzpostavljen kot dostop Poljske do Baltskega morja iz 70 % razpuščene province Zahodna Prusija, ki je obsegala majhen del Pomeranije s približno 140 km obale, vključno s polotokom Hel, in 69 km brez njega.
Pretežno nemško govoreče morsko pristanišče Danzig (Gdańsk), ki je nadzorovalo ustje glavne poljske plovne poti, reke Visle, je postalo Svobodno mesto Danzig in je bilo brez plebiscita postavljeno pod zaščito Društva narodov. Potem ko so pristaniški delavci v pristanišču Danzig med poljsko-sovjetsko vojno stavkali in zavrnili razkladanje streliva, se je poljska vlada odločila, da bo na območju koridorja zgradila skladišče streliva v Westerplatteu in morsko pristanišče v Gdynii, ki ga bo z industrijskimi središči Zgornje Šlezije povezala novozgrajena poljska premogovna magistralna železnica.

## Nacistična doba
Šele po prevzemu oblasti nacistov se je situacija navidezno umirila s sklenitvijo nemško-poljskega pakta o nenapadanju leta 1934. Vendar pa je nacistična vlada še naprej na skrivaj iskala možnost ponovne pridobitve koridorja z vojno, kot kaže Hossbachov protokol.
Po sklenitvi Münchenskega sporazuma je nacistični režim naredil prve uradne korake glede koridorja in statusa Gdanska. 24. oktobra 1938 je zunanji minister Joachim von Ribbentrop po navodilih Adolfa Hitlerja zahteval vrnitev Gdanska Nemškemu rajhu in dovoljenje za gradnjo ekstrateritorialne avtoceste, ki bi povezovala Vzhodno Prusijo s preostalim delom rajha. V zameno bi se upoštevali gospodarski interesi Poljske v Gdansku, državne meje pa bi bile vzajemno zagotovljene. Poljska je to zahtevo zavrnila, ne le zato, ker je menila, da je vrnitev Gdanska nesprejemljiva iz notranjepolitičnih razlogov, ampak predvsem zato, ker se je bala, da bi s pridružitvijo Protikominternovskemu paktu postala odvisna od Nemčije. Najkasneje do marca 1939, po tem ko je bil Münchenski sporazum prekinjen z »razpadom preostalega dela Češkoslovaške« in ponovno vključitvijo regije Memel, so poljski politiki izgubili zaupanje v nemške ponudbe za pogajanja in iskali zaveznike v prihodnjem konfliktu. Vendar Nemčija ni sprejela poljskih protipredlogov. Spor glede koridorja je bil ozadje za lažni napad na radijsko postajo Gleiwitz 31. avgusta 1939. Nemški napad na Westerplatte blizu Danziga naslednji dan, s poznejšimi napovedmi vojne s strani Velike Britanije (na podlagi britanskega varnostnega jamstva Poljski z dne 31. marca 1939) in Francije Nemčiji 3. septembra 1939, je zaznamoval začetek druge svetovne vojne. Hitler je že na srečanju z vodilnimi vojaškimi osebnostmi 23. maja 1939 pojasnil, da Danzig ni bil predmet spora, temveč »širitev življenjskega prostora na vzhodu«.

## Druga svetovna vojna in njene posledice
Na začetku druge svetovne vojne, jeseni 1939, po invaziji na Poljsko, je nacistična država iz koridorja in svobodnega mesta Danzig oblikovala Reichsgau Danzig-Zahodna Prusija in začela izgon več kot 100.000 poljskih prebivalcev.
Proti koncu vojne, spomladi 1945, je Rdeča armada zasedla regijo. Kmalu zatem si je Ljudska republika Poljska s soglasjem Sovjetske zveze podredila območje koridorja skupaj z vsemi deli ozemlja rajha vzhodno od rek Odre in Nise. Tiste nemške prebivalce, ki niso pobegnili, so nato poljske upravne oblasti izgnale.

## Koridor v literaturi
V delu Oblika prihodnjih stvari (The Shape of Things to Come), objavljenem leta 1933, je H. G. Wells pravilno napovedal, da bo koridor izhodišče prihodnje druge svetovne vojne. Vojno je opisal kot začetek januarja 1940 in kot močno zračno bombardiranje civilistov, ki pa bo povzročilo 10-letni zastoj med Poljsko in Nemčijo, podoben pozicijski vojni, kar bo na koncu privedlo do svetovnega družbenega zloma v petdesetih letih prejšnjega stoletja.